# Georgy Gause
 (juillet 2021).
La mise en forme du texte ne suit pas les recommandations de Wikipédia : il faut le « wikifier ».
Les points d'amélioration suivants sont les cas les plus fréquents :
- Les titres sont pré-formatés par le logiciel. Ils ne sont ni en capitales, ni en gras.
- Le texte ne doit pas être écrit en capitales (les noms de famille non plus), ni en gras, ni en italique, ni en « petit »…
- Le gras n'est utilisé que pour surligner le titre de l'article dans l'introduction, une seule fois.
- L'italique est rarement utilisé : mots en langue étrangère, titres d'œuvres, noms de bateaux, etc.
- Les citations ne sont pas en italique mais en corps de texte normal. Elles sont entourées par des guillemets français : « et ».
- Les listes à puces sont à éviter, des paragraphes rédigés étant largement préférés. Les tableaux sont à réserver à la présentation de données structurées (résultats, etc.).
- Les appels de note de bas de page (petits chiffres en exposant, introduits par l'outil «  Source ») sont à placer entre la fin de phrase et le point final[comme ça].
- Les liens internes (vers d'autres articles de Wikipédia) sont à choisir avec parcimonie. Créez des liens vers des articles approfondissant le sujet. Les termes génériques sans rapport avec le sujet sont à éviter, ainsi que les répétitions de liens vers un même terme.
- Les liens externes sont à placer uniquement dans une section « Liens externes », à la fin de l'article. Ces liens sont à choisir avec parcimonie suivant les règles définies. Si un lien sert de source à l'article, son insertion dans le texte est à faire par les notes de bas de page.
- La présentation des références doit suivre les conventions bibliographiques. Il est recommandé d'utiliser les modèles {{Ouvrage}}, {{Chapitre}}, {{Article}}, {{Lien web}} et/ou {{Bibliographie}}. Le mode d'édition visuel peut mettre en forme automatiquement les références.
- Insérer une infobox (cadre d'informations à droite) n'est pas obligatoire pour parachever la mise en page.

Pour une aide détaillée, merci de consulter Aide:Wikification.
Si vous pensez que ces points ont été résolus, vous pouvez retirer ce bandeau et améliorer la mise en forme d'un autre article.
 (juillet 2021).
Georgy Frantsevitch Gause (russe : Гео́ргий Фра́нцевич Га́узе né le 27 décembre 1910 et mort le 2 mai 1986), était un biologiste et évolutionniste soviétique et russe, qui proposa le principe d'exclusion compétitive, fondamental à la science de l'écologie. Classique de l'écologie, il consacrera plus tard l'essentiel de sa vie à la recherche d'antibiotiques.

## Jeunesse
Gause est né le 27 décembre 1910 à Moscou, en Russie, de ses parents Frants Gustavovich Gause, professeur d'architecture à l'université d'État de Moscou, et Galina Gause, ouvrière industrielle dans une aciérie automobile. En tant que garçon et dans son adolescence, Gause et sa famille élargie ont pris des vacances d'été dans les montagnes du Caucase dans le sud de la Russie pendant des mois à chaque fois. Bien que sa famille ne soit pas riche, ils ont eu droit à ces répits parce que son père, étant un architecte du gouvernement, a aidé à construire de nombreuses structures à l'université. C'est au cours de ces voyages dans les montagnes du Caucase que Gause s'est passionné pour la nature, relatant souvent la vie et le comportement de plusieurs organismes dont la sauterelle de Sibérie (Aeropus sibiricus). Il commença à s'intéresser à la zoologie, en particulier à la variabilité animale.

## À l'Université
En 1927, il est admis à la division biologique de la faculté de physique et de mathématiques de l'université de Moscou. Le système universitaire russe exige un conseiller pédagogique pour tous les étudiants de premier cycle et des cycles supérieurs. Son conseiller choisi pour sa carrière de premier cycle était le professeur Vladimir Alpatov, qui travaillait au Musée zoologique de l'Université de Moscou. Alpatov, au milieu des années 1920, a été très impressionné par le travail de Raymond Pearl, un démographe américain qui s'est fait connaître par son plaidoyer en faveur de la courbe logistique. Alpatov en ramène une fascination pour la science américaine très influente sur Gause. Gause a fait valoir que le travail sur le terrain, avec trop de variables, ne pourrait jamais expliquer adéquatement cette relation et que dans un environnement de laboratoire simplifié, où les variables pourraient être contrôlées, il serait possible de déterminer avec précision comment un facteur écologique spécifique influence une population. Désireux de poursuivre cette direction d'étude mécaniste et influencé par son conseiller, Gause contacte Pearl pour voir si l'Américain accepterait un autre étudiant russe. Il demande une bourse par l'intermédiaire de la Fondation Rockefeller, mais qui est refusée, peut-être parce qu'il n'a que 22 ans. Il publie ensuite une monographie La Lutte pour l'existence en 1934 pour améliorer ses chances mais il a essuie encore un refus. La monographie a connu plusieurs éditions et a également été traduite en français et en japonais.
Pendant le séjour d'Alpatov aux États-Unis, Gause était supervisé par Evgenii Smirnov. Intéressé par l'application des statistiques en biosystématique, Smirnov a présenté ces méthodes à Gause. Au cours de cette période, Gause étudiait la répartition des orthoptères dans le Caucase du Nord, estimant quantitativement l'écoplasticité des espèces.
Gause a obtenu sa licence ès sciences à l'université d'État de Moscou en 1931 et a été employé dans le laboratoire d'Alpatov à l'Institut zoologique de l'université de Moscou. Il a obtenu son doctorat en sciences en 1936 pour la série d'ouvrages publiés en 1930-1934 et compilés dans une thèse intitulée Études sur la dynamique des populations mélangées. L'un des adversaires était Vladimir Vernadski.

## Lutte pour l'existence par l'exclusion compétitive
En 1932, Gause a publié ce qui sera connu sous le nom de principe d'exclusion compétitive, basé sur des travaux expérimentaux effectués avec des cultures mixtes d'espèces de levure et de Paramécie. Il peut être formulé par l'aphorisme : "Une niche - une espèce". Le principe affirme que deux espèces ayant des niches écologiques similaires ne peuvent coexister dans un équilibre stable, ce qui signifie que lorsque deux espèces rivalisent pour exactement les mêmes besoins, l'une sera légèrement plus efficace que l'autre et se reproduira donc à un taux plus élevé. Le sort des espèces les moins efficaces est l'extinction locale.
Dans une autre série d'expériences avec les infusoires Paramecium comme proie et Didinium comme prédateur, imitant des migrations périodiques, il a obtenu des fluctuations quasi idéalement sinusoïdales des abondances dans ce modèle, auparavant modélisé uniquement théoriquement. Ce travail est paru en anglais en version abrégée aux États-Unis, et finalement publié en russe seulement en 1984.
L'une des premières acceptations des avantages des polycultures a également été obtenue par Gause sur la paramécie . Il a étudié des espèces d'infusoires écologiquement similaires. En les gardant en monocultures, il a obtenu des abondances d'espèces individuelles plus élevées qu'en polyculture. Pendant ce temps, l'abondance globale de la polyculture était significativement plus élevée.
En 1940, Gause prépare une monographie Ecologie et quelques problèmes de l'origine des espèces . Le manuscrit original en russe n'a pas été publié en raison du début de la Seconde Guerre mondiale en Union soviétique. Il est apparu en version abrégée aux États-Unis, et finalement publié en russe seulement en 1984.

## Asymétrie du protoplasme
Dans les années 1930, Gause a mené une série d'études consacrées à l'asymétrie du protoplasme. Ces travaux ont suscité l'intérêt des biogéochimistes, dont Vladimir Vernadski.

## Recherche de nouveaux antibiotiques
À partir de 1939, Gause a commencé des études sur les antibiotiques. Cela ressemblait à un changement soudain de sujet de recherche, mais c'était un développement de ses intérêts dans la lutte pour la survie, et l'activité antibiotique était un moyen. Plus tard, il concentre ses recherches sur les applications pratiques de son nouveau principe et se tourne vers la microbiologie et la science médicale. Travaillant avec une souche de Bacillus brevis, il a remarqué une inhibition de la croissance de Staphylococcus aureus lorsque les deux étaient en culture mixte. L'inhibition de S. aureus était causée par un métabolite produit par B. brevis. Gause a isolé ce produit et l'a nommé Gramicidine S. L'antibiotique est entré en production de masse pendant la Seconde Guerre mondiale et a sauvé de nombreuses vies. Pour sa part dans son développement, Gause a reçu le prix Staline et été nommé directeur de l'Institut des nouveaux antibiotiques à Moscou en 1946. En tant que directeur, Gause a aidé à concevoir et à fabriquer de nombreux nouveaux antibiotiques dont quelques-uns avaient des capacités anti-tumorales. En raison d'un tel changement brutal dans les intérêts scientifiques, de nombreux biologistes n'ont pas réussi à unir l'évolutionniste et le microbiologiste en une seule personnalité.

## Voir également